# Залакарош
Залакарош (венг. Zalakaros) — город в юго-западной Венгрии, расположенный на юге медье Зала в западной части Венгрии. Население Залакароша по данным на 2005 год — 1625 человек. Считается одним из самых маленьких городов Венгрии. Курорт.

## География и транспорт
Залакарош расположен в 18 километрах к юго-западу от юго-западной оконечности Балатона и в 20 километрах к северо-востоку от города Надьканижа. В нескольких километрах к югу от города проходит автомагистраль E71 (Будапешт — Шиофок — Надьканижа — Загреб). Ближайшая железнодорожная станция находится в трёх километрах в посёлке Залакомар (дорога Будапешт — Надьканижа).

## Достопримечательности
Главная достопримечательность города — источники горячих минеральных вод с повышенным содержанием фтора. Средняя температура воды — 85 °C. Санаторно-лечебный комплекс рядом с источниками был построен в 1965 году, в конце 1990-х годов полностью модернизирован. В настоящее время Залакарош — один из главных санаторно-курортных центров Венгрии, город с населением 1625 человек ежегодно принимает более 700 тысяч отдыхающих.

## Население
| Год  | Численность | Численность |
| ---- | ----------- | ----------- |
| 2013 | 1849        | [ 2 ]       |
| 2014 | 1916        | [ 3 ]       |
| 2015 | 1936        | [ 4 ]       |
| 2021 | 2084        | [ 5 ]       |
| 2022 | 2230        | [ 6 ]       |
| 2023 | 2337        | [ 7 ]       |
| 2024 | 2355        | [ 1 ]       |

## Города-побратимы
- Асперхофен, Австрия[8][9]
- Пухгайм, Германия